# 2008 في الأردن
فيما يلي قوائم الأحداث التي وقعت خلال عام 2008 في الأردن.

## ظهور
- 1 يناير – ماي كالي

## مواليد

### يوليو
- 4 يوليو – راية النور بنت الهاشم

## وفيات

### يونيو
- 9 يونيو – سليمان الموسى (مواليد 1919) مؤرخ أردني.